# Беляви (Вармінсько-Мазурське воєводство)
Беляви (пол. Bielawy) — село в Польщі, у гміні Яновець-Косьцельний Нідзицького повіту Вармінсько-Мазурського воєводства.
Населення — 139 осіб (2011).
У 1975-1998 роках село належало до Ольштинського воєводства.

## Демографія
Демографічна структура станом на 31 березня 2011 року:
|          | Загалом | Допрацездатний вік | Працездатний вік | Постпрацездатний вік |
| -------- | ------- | ------------------ | ---------------- | -------------------- |
| Чоловіки | 72      | 15                 | 52               | 5                    |
| Жінки    | 67      | 18                 | 34               | 15                   |
| Разом    | 139     | 33                 | 86               | 20                   |